# Adam Lambert
Adam Mitchel Lambert (Indianapolis, 29 gennaio 1982) è un cantautore e attore statunitense, noto per la sua militanza nei Queen + Adam Lambert.
Si è fatto conoscere al grande pubblico classificandosi secondo all'ottava edizione di American Idol. Dopo aver firmato un contratto con la RCA, nel novembre del 2009 ha pubblicato il suo primo album solista, intitolato For Your Entertainment. L'album debutta alla terza posizione della Billboard 200 registrando 198 000 copie vendute nella prima settimana. Il secondo singolo Whataya Want from Me ottiene un grande riscontro commerciale, entrando nel top ten di numerosi Paesi. Canzone per cui viene anche nominato ai Grammy Awards per "Best Male Pop Vocal Performance".
Nel maggio del 2012 pubblica il suo secondo album in studio, Trespassing, che debutta alla prima posizione della Billboard 200.
Nel 2015 esce il suo terzo album, The Original High, che debutta alla posizione numero tre della Billboard 200.
Le vendite di Lambert aggiornate al mese di aprile del 2012 risultano essere di due milioni di album venduti mondialmente, mentre le vendite dei singoli, aggiornate a fine 2010, ammontano a 4.2 milioni di copie.

## Biografia
Nato ad Indianapolis, nell'Indiana, poco dopo la sua nascita la famiglia si trasferisce in California. Cresce a Rancho Peñasquitos, a nord-est di San Diego, dove frequenta la Mesa Verde Middle School e successivamente la Mount Carmel High School (MCHS). Durante gli anni scolastici si cimenta con il teatro e si esibisce con un gruppo jazz chiamato MC Jazz. Lambert cresce sotto l'influenza musicale di artisti come David Bowie, Michael Jackson, Queen e Led Zeppelin.
Lambert è ebreo, si è esibito cantando in ebraico a diversi eventi, cantando canzoni come Shir LaShalom. Sempre sulle stesse tematiche, Lambert ha partecipato alla versione statunitense del musical I dieci comandamenti, interpretando Giosuè ed eseguendo il brano Is Anybody Listening?. Lambert è dichiaratamente omosessuale.
Fin dall'età di dieci anni ha lavorato come attore teatrale. Ha recitato, nel ruolo di Linus, nella produzione di You're a Good Man, Charlie Brown, in seguito ha lavorato in diverse produzioni. All'età di diciannove anni lascia gli Stati Uniti al seguito di tour con la Anita Mann Productions, che lo tiene impegnato oltre dieci mesi. In Europa ha preso parte al musical Hair. Tornato negli USA, Lambert ottiene la parte di Giosuè nel musical I dieci comandamenti, portato in scena al Kodak Theatre al fianco di Val Kilmer. Dal 2005 al 2008 entra nel cast di Los Angeles per il musical Wicked nel ruolo di Fyero. Questa parte verrà molto apprezzata in America tanto da farlo riconoscere come tale anche nel provino per American Idol.

### American Idol

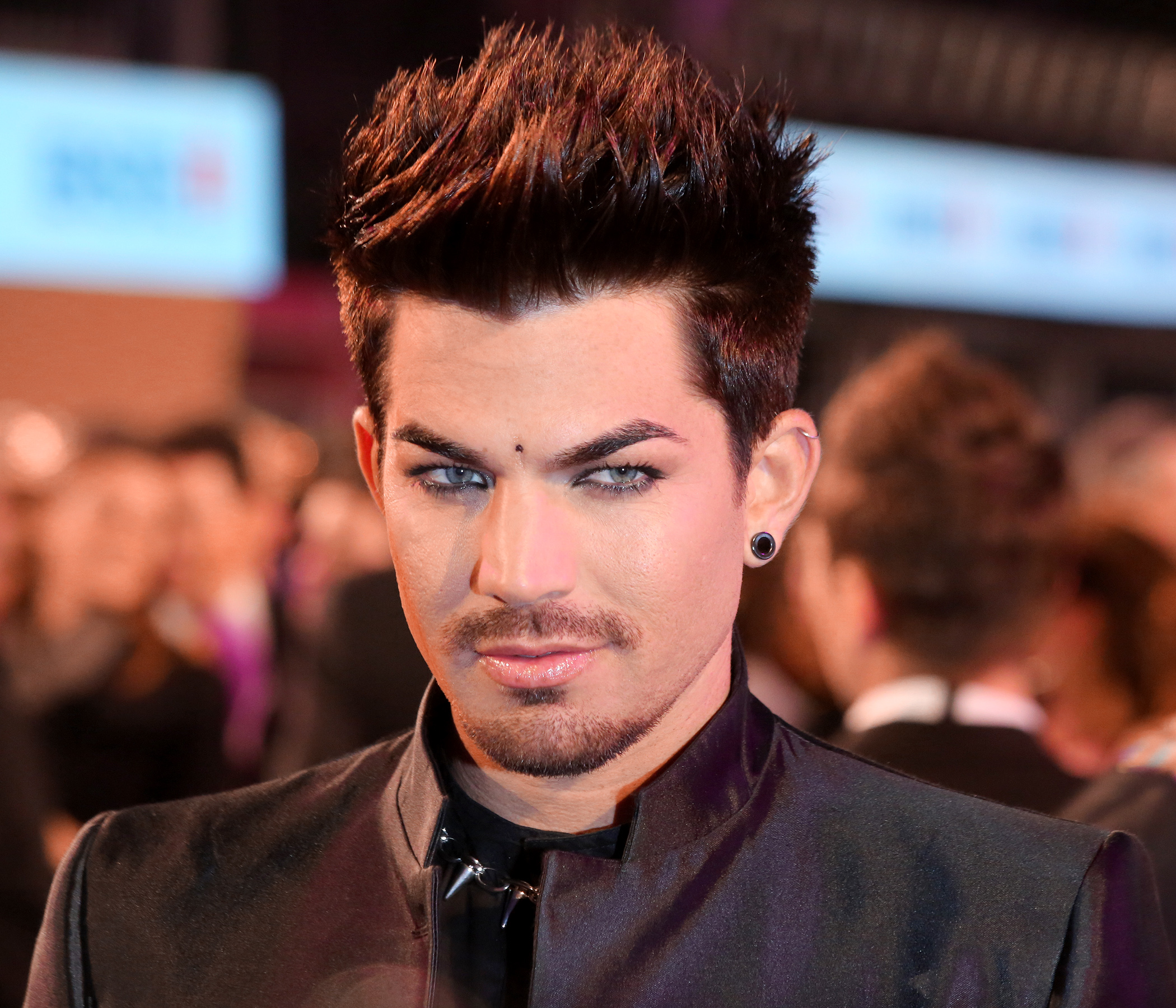
Adam Lambert nel 2013

Lambert partecipa ai provini per l'ottava edizione di American Idol, che si tengono a San Francisco, Durante la prima audizione si esibisce cantando Rock with You di Michael Jackson e Bohemian Rhapsody dei Queen, arriva alle audizioni finali, venendo votato ed inserito nel gruppo 2 del programma. Nel corso del programma, Lambert si esibisce in celebri brani come (I Can't Get No) Satisfaction dei Rolling Stones, Black or White di Michael Jackson, Cryin' degli Aerosmith e molti altri, ottenendo sempre lodi dai quattro giudici; Paula Abdul, Randy Jackson, Simon Cowell e Kara DioGuardi.
Oltre all'apprezzamento dei giudici e del pubblico, Lambert ha visto un aumento della sua popolarità quando si è trovato al centro di un piccolo "scandalo". La stampa scandalistica ha dato risalto ad un paio di fotografie che ritraevano il cantante mentre baciava un altro uomo. Lambert ha subito dichiarato di essere lui quello ritratto nelle foto e di non aver nulla da nascondere, avendo sempre vissuto la sua sessualità alla luce del sole. La sua omosessualità dichiarata è stata al centro di varie speculazioni dei media, che si chiedevano se il pubblico americano era pronto ed avrebbe votato per un "American Idol Gay".
Durante le fasi finali del programma, i finalisti si sono recati nelle loro rispettive città, dove si sono esibiti di fronte ai loro concittadini, Lambert ha cantato Black or White di Michael Jackson e Mad World dei Tears for Fears, nella versione di Gary Jules. Nella finale del 20 maggio 2009, il superfavorito Lambert è stato battuto, classificandosi a sorpresa secondo dietro al vincitore, Kris Allen. Durante la finale ha presentato il singolo inedito No Boundaries, interpretato anche da Allen, e reso in seguito disponibile su iTunes. Durante la finale, Lambert e Allen si sono esibiti con il chitarrista e il batterista dei Queen, Brian May e Roger Taylor, interpretando We Are the Champions.

### Il primo album:For Your Entertainment
Dopo la sua partecipazione ad American Idol, Lambert è stato preso in considerazione come possibile nuovo frontman dei Queen. Poco dopo la fine del talent show la rivista Billboard ha annunciato che il primo album di Lambert sarebbe uscito nel novembre 2009. Lambert si è messo al lavoro sul suo album di debutto, venendo affiancato da importanti produttori, come Greg Wells, Ryan Tedder, Max Martin, Sam Sparro, Linda Perry. La popstar Lady Gaga ha scritto una canzone per lui e Matthew Bellamy, leader dei Muse, gli ha regalato un brano per il suo album di debutto.
Nel frattempo Lambert ha preso parte ad un tour con altri ex concorrenti di American Idol, tour che ha toccato oltre 50 città degli Stati Uniti e diverse città del Canada. Il 20 ottobre 2009 è stato pubblicato il singolo Time for Miracles, brano registrato come tema principale della colonna sonora del film catastrofico 2012.

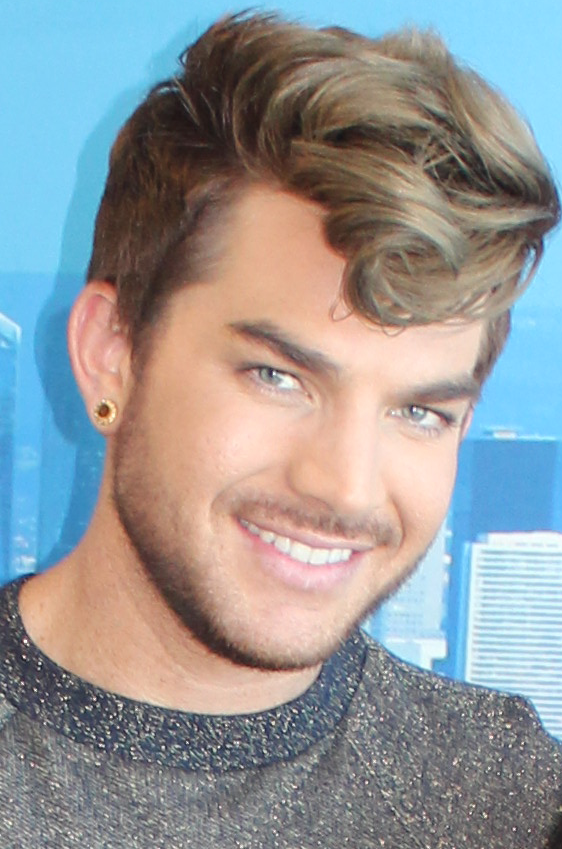
Adam Lambert nel 2015.

Anticipato al singolo omonimo, il 23 novembre 2009 viene pubblicato il suo primo album For Your Entertainment. Lambert presenta il singolo For Your Entertainment agli American Music Award 2009, destando scalpore per l'alto contenuto erotico della sua esibizione, in cui bacia sulle labbra il suo tastierista e ha simulato un rapporto orale con un ballerino, il tutto censurato dalle TV statunitensi. Successivamente viene pubblicato il suo secondo singolo Whataya Want from Me, scritta dalla cantante Pink (cantante) per poi essere interpretata da lei nell'album Funhouse, ma esclusa dalla tracklist finale e quindi cantata da Adam Lambert, che riscuote un notevole successo piazzandosi in top 10 in molti paesi. Dal primo album del cantante è stato estratto un altro singolo: If I Had You.

### Il secondo album:Trespassing
Nel novembre 2011 sul palco degli MTV Europe Music Awards 2011 a Belfast si riunisce a May e Taylor per eseguire tre brani dei Queen: The Show Must Go On, We Will Rock You, We Are the Champions.
Il 15 maggio 2012 pubblica il secondo album in studio, precedentemente annunciato dallo stesso Lambert su Twitter, intitolato Trespassing. L'album debutta alla prima posizione della Billboard 200, registrando 77 000 copie nella sua prima settimana; è il primo album di Lambert a raggiungere la vetta della classifica statunitense ed entra nella storia come primo cantante apertamente gay a raggiungere il primo posto in classifica negli USA. Dall'album sono stati estratti 3 singoli: Better Than I Know Myself, Never Close Our Eyes e Trespassing. Per quanto riguarda i primi due singoli sono presenti dei video musicali in cui appare lo stesso Lambert; per quanto riguarda Trespassing è presente solamente un lyrics video.
Il 23 ottobre Lambert prende parte all'episodio di Halloween dell'amata serie TV Pretty Little Liars, in cui canta due sue canzoni Trespassing e Cuckoo. Puntata che ha ottenuto un grandissimo successo.
2012 - Queen + Adam Lambert mini tour
Dopo L'esibizione agli MTV Europe Music Awards 2011 nel novembre del 2011, May e Taylor decidono di testare Lambert in una serie di date nell'estate del 2012 che li vede impegnati in un mega concerto di beneficenza in Ucraina davanti a 350 000 persone dove tra gli altri ospiti vi è inoltre la presenza di Elton John. Il mini tour riscuote un buon successo con spettacoli sold out in Inghilterra (con ben due date all'Hammersmith Odeon) e Polonia.

### 2013
L'11 luglio 2013 il creatore della serie televisiva Glee, Ryan Murphy ha annunciato con un Tweet l'ingresso di Adam Lambert nel cast della quinta stagione, scrivendo: "Sono molto eccitato di annunciare che il super talentuoso Adam Lambert si unirà al cast di Glee il prossimo autunno". Lambert ha interpretato uno studente, Elliot Gilbert (Starchild): che è stato molto amato dal pubblico e critica: "Potente voce e dinamica presenza".
Ha dichiarato di stare lavorando al suo terzo album e una futura collaborazione con May e Taylor, di cui era già stato voce principale per una serie di 6 concerti in Europa nell'estate 2012.
Il 12 luglio annuncia che ha lasciato la RCA, la sua casa discografica dai tempi di American Idol, per "differenze creative".

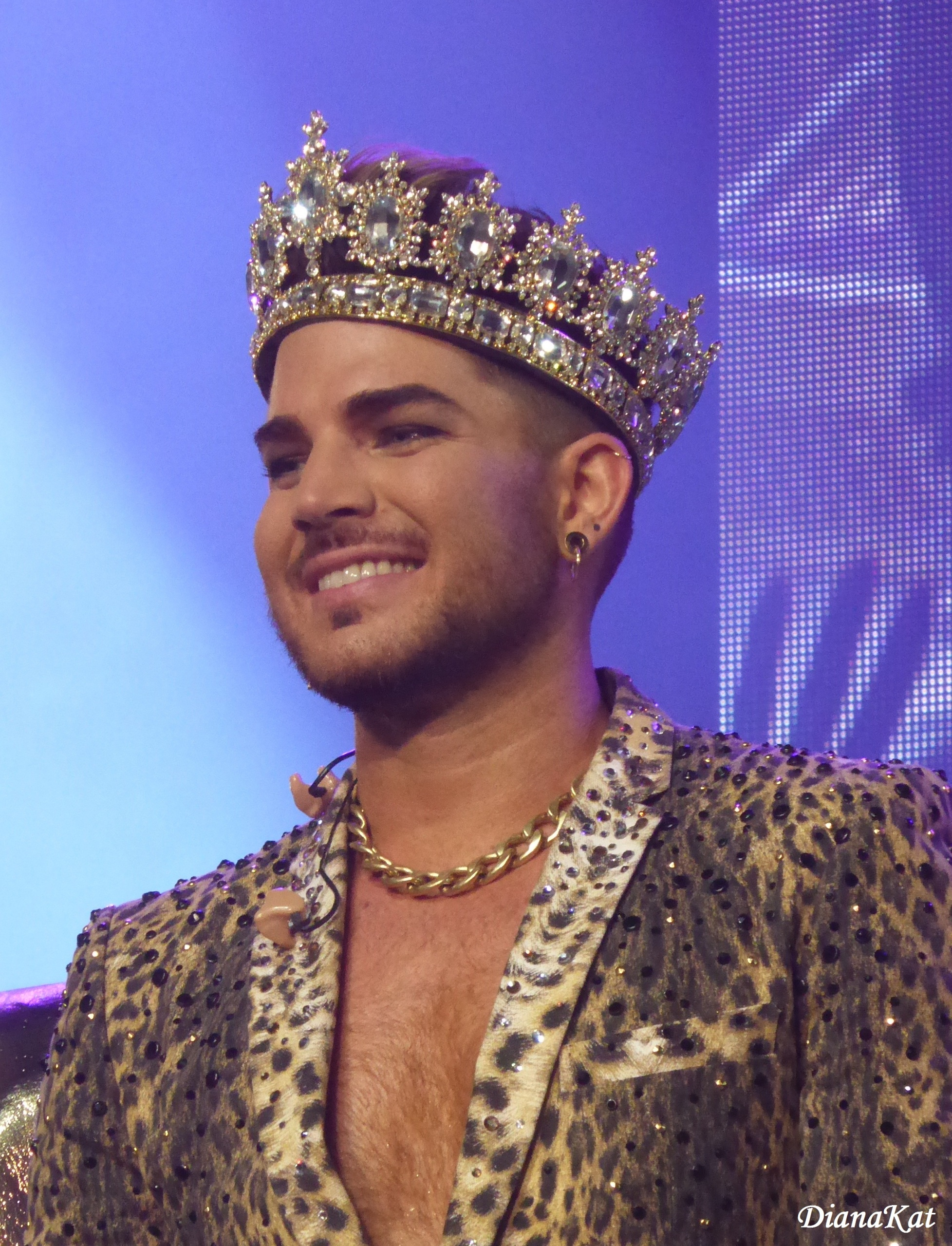
Adam Lambert nel 2014.

### 2014/15 -The Original High& Queen + Adam Lambert
Lambert ha fatto 3 apparizioni televisive nel febbraio 2014 cominciando con il suo ritorno ad American Idol per il quinto anno consecutivo, dove è stato un ospite mentore durante i due giorni del "Boot Camp workshop" di Randy Jackson, una due giorni di preparazione alle audizioni, in cui Lambert ha consigliato i partecipanti dando loro preziosi suggerimenti su come sfruttare al meglio l'occasione che avevano.
La settimana successiva è stato ospite giudice nella prima puntata del reality show RuPaul's Drag Race, reality show che vede in gara le più famose drag queen d'America e ha preso parte ai suoi tre ultimi episodi nella serie televisiva Glee. Il 27 maggio è stato pubblicato dalla Sony un album intitolato "The Very Best of Adam Lambert", per molti, ultimo tentativo da parte della casa discografica di guadagnare un po' di soldi prima di perdere definitivamente Lambert, che ha annunciato nel 2013 di aver lasciato RCA records per «differenze creative». Il 6 marzo Lambert, insieme Taylor e May, ha annunciato nel programma Good Morning America un tour di 19 date nel Nord America. Vista la travolgente richiesta sono stati aggiunti a quello che doveva inizialmente essere solo un tour nel Nord America anche il Giappone, Cina, Australia e Nuova Zelanda. Il tour di 35 date è stato un enorme successo grazie ai virtuosismi musicali di May e Taylor e alla potente voce e carisma di Lambert.
I Queen + Adam Lambert hanno annunciato a settembre che grazie al successo del tour appena concluso, sarebbero tornati in tour questa volta in Europa e nel Regno Unito a partire dal 13 gennaio fino al 27 febbraio per 26 show. A novembre i Q+AL hanno vinto il premio per "band dell'anno" ai Classic Rock Roll of Honour Awards. In vista del nuovo tour i Q+AL si sono esibiti la sera di Capodanno sulla BBC One per un breve concerto che è stato anche visto in streaming in tutto il mondo. L'esibizione è stata molto amata dalla critica e pubblico tanto che "Adam Lambert" è diventato il nome più cercato su Google nei giorni seguenti nel Regno Unito.
Nel gennaio del 2015 Lambert è diventato il primo concorrente nella storia di American Idol a tornare nello show come giudice. Per problemi personali, Keith Urban non ha potuto partecipare a due giorni di audizioni a New York e Lambert ha preso il suo posto vicino a Jennifer Lopez e Harry Connick, Jr. Lo stesso giorno ha rivelato in una intervista a Billboard che aveva firmato un contratto discografico con la Warner Bros. Records neanche 24h ore dopo aver lasciato la RCA nel 2013. Ha aggiunto anche che l'album uscirà verso inizio estate e che il primo singolo estratto uscirà ad aprile. L'album è stato prodotto da Max Martin, produttore dell'anno 2014 premiato ai Grammy Awards 2015, e Shellback. Nel giorno del suo 33º compleanno, 29 gennaio, ha annunciato via Twitter il titolo del suo terzo album The Original High.
I Queen + Adam Lambert annunciano che si esibiranno alla notte di apertura del Rock in Rio venerdì 18 settembre 2015 in Brasile, uno degli eventi più grandi al mondo. Il 27 febbraio, dopo 67 sold out show, i Q+AL finiscono il loro tour mondiale a Sheffield.
Il 23 marzo Lambert annuncia su Twitter il titolo del suo primo singolo, Ghost Town che uscirà il 21 aprile.

### Il terzo album:The Original High- 2015
Il 16 giugno è stato pubblicato The Original High che ha debuttato alla terza posizione della Billboard 200 registrando 49 000 copie vendute nella prima settimana negli USA e 69.000 mondialmente, raggiungendo la terza posizione degli album più venduti al mondo. In Italia l'album ha raggiunto la posizione #51, primo album di Adam a debuttare così in alto in Italia e primo album a debuttare nella Top 10 del Regno Unito, #8. Nella stessa settimana il singolo Ghost Town entra nella Billboard Hot 100 al #73 posto.

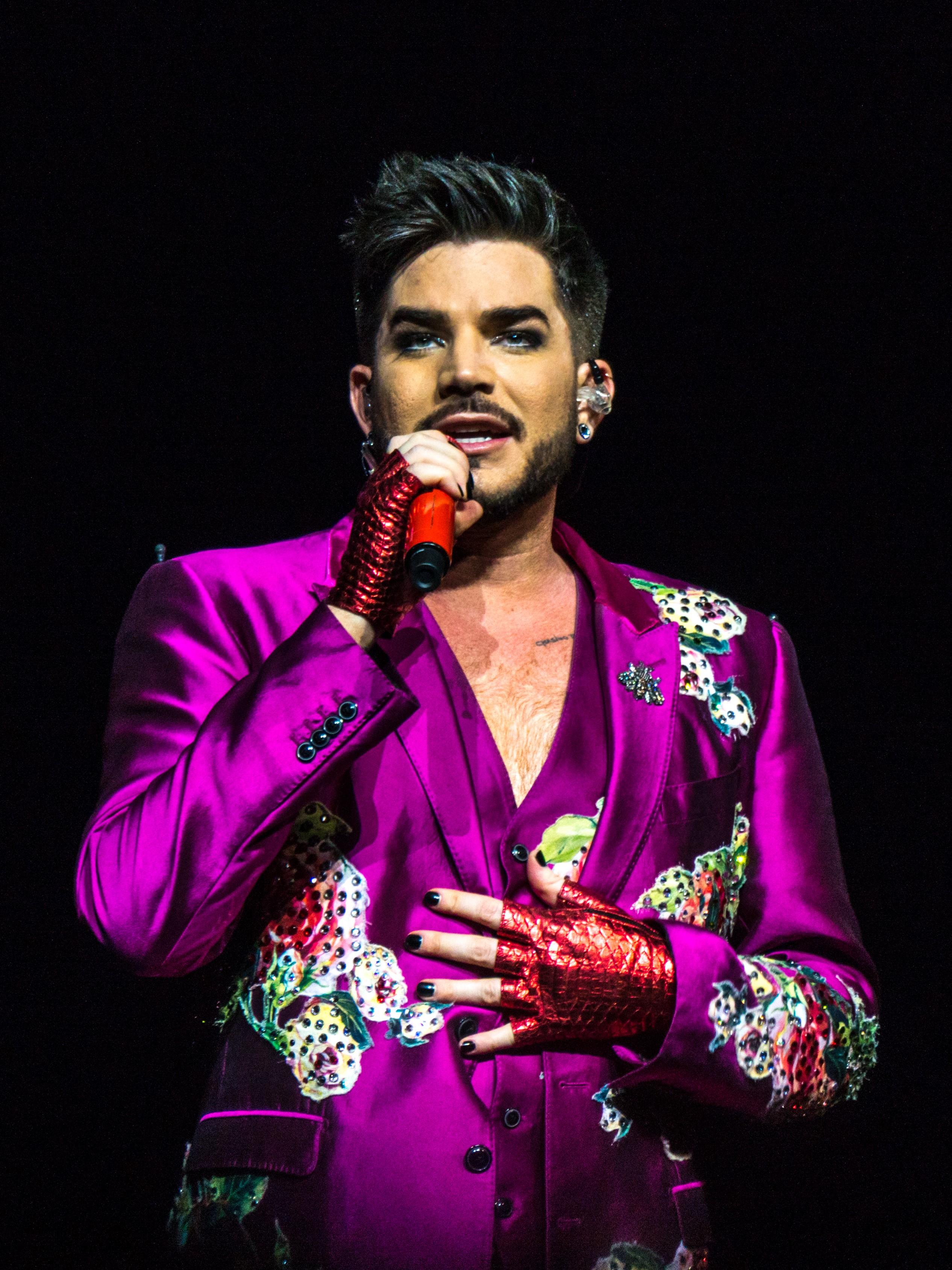
Adam Lambert in concerto con i Queen + Adam Lambert nel 2017.

Nel 2016 il cantante ha collaborato con i disc jockey Steve Aoki e Felix Jaehn alla realizzazione del singolo Can't Go Home, pubblicato il 25 marzo dello stesso anno.  Del medesimo anno è anche l'uscita di un singolo inedito (non facente parte di alcun album al momento) dal titolo Welcome To The Show con la collaborazione della cantautrice e attrice Laleh.

### 2019-2020:Velvet
Adam Lambert è apparso con James Corden al The Late Late Show il 20 gennaio 2019 cantando una parodia di "Don't Stop Me Now".  Il 17 febbraio ha eseguito una versione di "Blue Suede Shoes" su Elvis All-Star Tribute della NBC, uno speciale sul ritorno di Elvis Presley del '68. Ha prestato la voce all'imperatore Massimo e ha cantato la colonna sonora del film Playmobil: The Movie.
Lambert ha pubblicato il brano Feel Something il 22 febbraio, scritto in collaborazione con Benedict Cork, Josh Cumbee e prodotto da Cumbee e Afshin Salmani, è il primo brano del suo futuro album, che sarà distribuito attraverso l'etichetta indipendente EMPIRE.  Definendo la canzone "un dono" per i fan, Lambert ha chiarito come il brano fosse per lui "un punto di ripartenza" dopo un periodo negativo.
Il 24 febbraio 2019, i Queen + Adam Lambert sono stati il primo gruppo rock ad aprire gli Oscar con due brani classici dei Queen che si sono guadagnati una standing ovation. Il giorno seguente, hanno annunciato un documentario di due ore, The Show Must Go On: The Queen + Adam Lambert Story, che illustra il viaggio della loro collaborazione. Il documentario è andato in onda su ABC il 29 aprile 2019 e offriva rari filmati di concerti dietro le quinte e nuove interviste. Il 28 aprile, Lambert ha fatto da mentore ad una serata a tema Queen di American Idol.
Nell'aprile 2019, The Rhapsody Tour si è ampliato per includere sette date in Australia e tre in Nuova Zelanda, in programma per febbraio 2020; quattro spettacoli in Giappone e due in Corea del Sud, per gennaio 2020; e 24 spettacoli in Europa, tra cui dieci alla O2 Arena di Londra. Due ulteriori spettacoli a Birmingham sono stati annunciati a gennaio 2020 per giugno.  Il 15 maggio 2019, Lambert ha pubblicato "New Eyes", il singolo principale del suo prossimo quarto album in studio, Velvet, scritto insieme a Paris Carney e prodotto da Jamie Sierota. La canzone fonde rock moderno e classico, mentre il suo video riflette il testo della canzone e l'estetica ispirata agli anni '70. Diretto da Miles & AJ, il video è la prima parte di un cortometraggio che accompagnerà il lead-up per l'uscita dell'album. Lambert tornò ad American Idol per il finale di stagione il 19 maggio per eseguire New Eyes.  Il 31 maggio, ha eseguito il brano al The Ellen DeGeneres Show; e il 24 giugno, alla finale di The Voice Australia.
Lambert ha pubblicato il brano "Comin in Hot" il 26 giugno, insieme alla seconda puntata video del cortometraggio a supporto di Velvet. Lambert ha rivelato che Velvet sarà distribuito in due parti, di cui il Side A sarà pubblicato nel settembre 2019. "Comin In Hot" ha debuttato in televisione il 28 giugno, quando Lambert ha eseguito un set di cinque canzoni ed è stato intervistato da Good Morning America in occasione del Pride Month e del WorldPride NYC 2019.
Il 4 settembre, Lambert ha pubblicato il singolo e il video di Superpower. La canzone è stata prodotta da Tommy English r co-scritta da Lambert, English e Ilsey Juber, con la regia video di Millient Hailes. La sua linea di base pesante e i "falsetti morbidi" riflettono il rock degli anni '70, il nucleo pesante del funk dell'album multi-genere, che è uscito il 27 settembre.  Il 28 settembre, i Queen + Adam Lambert si sono esibiti al Global Citizen Festival 2019 a Central Park a New York City. Dedicato alla mobilitazione dei governi mondiali per sradicare la povertà estrema e affrontare i cambiamenti climatici, il festival ha raggiunto la presenza di 60.000 persone dal vivo e circa 21 milioni di visualizzazioni in tutto il mondo, e ha raccolto circa 1 milione di dollari. A novembre, Lambert ha pubblicato una cover di Please Come Home for Christmas per Spotify Singles: Holiday Collection. È stato tra i vari artisti al concerto tributo degli Avicii alla Friends Arena di Stoccolma il 5 dicembre, per sostenere la prevenzione del suicidio e promuovere consapevolezza della salute mentale. Il 6 dicembre, Lambert pubblicò una cover di "Believe" di Cher, basata sulla sua esibizione del 2018 al Kennedy Center Honors. Ha eseguito la canzone in duetto con Katie Kadan alla finale del 17 dicembre della diciassettesima stagione di The Voice. Il 22 dicembre si è esibito nello speciale CBS A Home for the Holidays per sensibilizzare l'opinione pubblica sull'adozione e sul sistema di affido.
Nel gennaio 2020 Lambert è stato nominato per un GLAAD Media Award per Velvet: Side A. In seguito fu annunciato che avrebbe aperto il 31 ° GLAAD Media Awards con una performance speciale il 19 marzo a New York. Il 16 febbraio a Sydney, i Queen + Adam Lambert si sono esibiti davanti a 75.000 persone al concerto di Fire Fight Australia per raccogliere fondi per gli incendi boschivi dell'Australia. Hanno fatto notizia per aver replicato per la prima volta dal vivo l'intero set dell'esibizione dei Queen al Live Aid del 1985.
Il 4 febbraio 2020, Lambert ha pubblicato il brano "Roses" con Nile Rodgers, insieme alla tracklist e alla data di uscita ufficiale dell'intero album Velvet, fissata il 20 Marzo. Il Velvet Tour inizia il 3 agosto al Manchester Pride, seguito dalla SSE Arena Wembley di Londra e altri sette spettacoli in tutta Europa.

### High Drama(2021-presente)
Nel 2021 ha collaborato con Darren Criss nel singolo natalizio (Everybody's Waiting) the Man with the Bag. Nel 2022, dopo aver realizzato una cover di Mad About the Boy di Noël Coward e una di Ordinary World dei Duran Duran, Lambert ha annunciato la pubblicazione di un album di sole cover intitolato High Drama, il quale verrà reso disponibile il 24 febbraio 2023.
Nel 2024 ha esordito a Broadway nel musical Cabaret, sostituendo Eddie Redmayne nel ruolo del Maestro delle Cerimonie in un allestimento diretto da Rebecca Frecknall in cartellone all'August Wilson Theatre.
Nell'ambito dell'animazione, inoltre, nel 2024 presta voce a Machiavillain nel lungometraggio Megamind vs. the Doom Syndicate e nella successiva serie animata, della quale esegue anche la sigla.

## Discografia

### Album in studio
- 2008 – Take One
- 2009 – For Your Entertainment
- 2012 – Trespassing
- 2015 – The Original High
- 2020 – Velvet
- 2023 – High Drama

## Filmografia

### Attore

#### Cinema
- Bohemian Rhapsody, regia di Bryan Singer (2018)

#### Televisione
- American Idol – programma televisivo (2009–2015)
- Pretty Little Liars – serie TV, episodio 3x13 (2012)
- Glee – serie TV, 5 episodi (2013–2014)
- The Rocky Horror Picture Show: Let's Do the Time Warp Again, regia di Kenny Ortega – film TV (2016)
- A Very Wicked Halloween, regia di Joe Mantello – speciale TV (2018)
- Moonbase 8 – serie TV, episodio 1x4 (2020)

#### Doppiatore
- Playmobil: The Movie, regia di Lino DiSalvo (2019)

## Tour
- 2010 - Glam Nation Tour
- 2012 - We Are Glamily Tour
- 2012 - Queen + Adam Lambert Summer Tour
- 2014/2015 - Queen +  Adam Lambert World Tour
- 2015/2016 - The Original High Tour
- 2017 - Queen + Adam Lambert North American, UK & Europe Tour
- 2022 - Queen + Adam Lambert Rhapsody Tour in Europe
- 2023 - Queen + Adam Lambert Rhapsody tour in Nord America
- 2024 - Queen + Adam Lambert Rhapsody Tour in Giappone

## Teatro
- Cabaret, libretto di Joe Masteroff, testi di Fred Ebb, colonna sonora di John Kander, regia di Rebecca Frecknall. August Wilson Theatre di Broadway (2024)

## Premi
- 2009 – Young Hollywood Award
  - Artista dell'anno
- 2009 – Teen Choice Awards
  - Star maschile di Reality/Varietà
- 2010 – MuchMusic Video Awards
  - Video Internazionale preferito dai fan per Whataya Want from Me
- 2011 – Grammy Awards
  - Nomination alla miglior performance pop vocale maschile per Whataya Want from Me
- 2013 – GLAAD Media Awards
  - Miglior cantante per Trespassing
  - Premio Davidson/Valentini